# يوهان فيليب ريس
يوهان فيليب ريس (بالإنجليزية: Johann Philipp Reis)‏ (و. 1834 – 1874 م) هو فيزيائي، ومخترع من ألمانيا . ولد في غيلنهاوزن .

## نشأته وتعليمه
كان ريس من أصل يهودي برتغالي. وُلد في غيلنهاوزن، ألمانيا، لوالديه ماري كاثرين (غلوكنز) وكارل سيغيسموند ريس، وهو خباز رئيسي. كان والده ينتمي إلى الكنيسة اللوثرية الإنجيلية. توفيت والدة ريس عندما كان رضيعًا، ونشأ على يد جدته والدة أبيه، وهي امرأة ذكية واسعة الإطلاع. في سن السادسة، أرسِل ريس إلى المدرسة العامة في مسقط رأسه، غيلنهاوزن. هنا اجتذبت مواهبه انتباه معلميه، الذين نصحوا والده بتمديد تعليمه في معهد للدراسات العليا. توفي كارل سيغيسموند قبل بلوغ ابنه ريس عشر سنوات. وضعته جدته وأوصياؤه في معهد غارنييه في فريدريشسدورف إذ أظهر تذوقًا للغات، واكتسب اللغتين الفرنسية والإنجليزية، فضلًا عن مخزون من المعلومات المتنوعة من المكتبة.
في نهاية عامه الرابع عشر، قُبل ريس في معهد هاسل، في فرانكفورت، حيث تعلم اللاتينية والإيطالية. أصبح حب العلم واضحًا لديه، وأوصى أولياء أموره بإرساله إلى مدرسة البوليتكنيك في كارلسروه. كان عمه يتمنى له أن يصبح تاجرًا، وفي الأول من مارس عام 1850، تدرب ريس كتاجر للطلاء في تأسيس جي. إف. بايرباخ في فرانكفورت ضد رغبته. أخبر عمه أنه سيتعلم العمل الذي اختاره له، ولكنه سيواصل دراسته المفضلة قدر الإمكان.
نال تقدير بايرباخ بخدمته الدؤوبة، وكرس وقت فراغه لتحسين ذاته بأخذ دروس خاصة في الرياضيات والفيزياء، وحضور محاضرات البروفيسور آر. بوتغر عن الميكانيكا في مدرسة التجارة. عندما انتهت فترة تدريبه، التحق ريس بمعهد الدكتور بوب في فرانكفورت. اتفق العديد من الطلاب على تعليم بعضهم البعض في التاريخ والجغرافيا بما أنها لم تكن تُدرس هناك. تولى ريس الجغرافيا، وأعرب عن اعتقاده أنه وجد مهنته الحقيقية في فن التدريس. أصبح أيضًا عضوًا في الجمعية الفيزيائية في فرانكفورت.
في عام 1855، أكمل عامه في الخدمة العسكرية في كاسيل، ثم عاد إلى فرانكفورت ليتأهل مدرّسًا للرياضيات والعلوم من خلال الدراسة الخاصة والمحاضرات العامة. كان ينوي إنهاء تدريبه في جامعة هايدلبرغ، ولكنه في ربيع عام 1858، زار صديقه القديم ومعلمه، هوفراث غارنييه، الذي عرض عليه وظيفة في معهد غارنييه.
في 14 سبتمبر 1859، تزوج ريس، وبعد فترة وجيزة، انتقل إلى فريدريشسدورف، لبدء مسيرته المهنية الجديدة كمعلم.

## الهاتف
تخيل ريس أن الكهرباء يمكنها الانتشار عبر الفراغ، كما ينتشر الضوء، دون الاستعانة بموصل، وأجرى بعض التجارب حول هذا الموضوع. وُردت النتائج في ورقة بعنوان «عن إشعاع الكهرباء»، التي أرسلها عام 1859 إلى البروفيسور بوغندورف لإدراجها في دورية أنالن دير فيزيك «حوليات الفيزياء» المعروفة آنذاك. رُفضت المخطوطة، ما سبب خيبة أمل كبيرة للمعلم الشاب الحساس.
درس ريس -كما كان بيل ليفعل لاحقًا- أعضاء الأذن، وظلت فكرة جهاز نقل الصوت بواسطة الكهرباء عالقة في ذهنه لسنوات. باستلهام من دروس الفيزياء، هاجم المشكلة، وكوفئ بالنجاح. في عام 1860، بنى أول نموذج للهاتف، والذي يمكن أن يغطي مسافة 100 متر. في عام 1862، حاول مرة أخرى إثارة اهتمام بوغيندورف؛ راويًا عن «الهاتف» كما أسماه. رُفض عرضه أيضًا للمرة الثانية. يبدو أن البروفيسور المتعلم نظر إلى انتقال الكلام عن طريق الكهرباء باعتباره مجرد وهم؛ وعزا ريس بمرارة الفشل إلى كونه «مجرد مدرّس فقير».
كان ريس يواجه صعوبة كبيرة في إثارة اهتمام الناس في ألمانيا في اختراعه على الرغم من إظهاره لويلهيم فون ليغات (ضمن آخرين)، وهو مفتش كتيبة التلغراف البروسية الملكية في عام 1862. أثار هذا الأمر اهتمامًا أكبر بالولايات المتحدة عام 1872، حين أظهر البروفيسور فاندروايد ذلك في نيويورك.
قبل عام 1947، اختبرت الشركة البريطانية للهواتف والكابلات القياسية (إس تي سي)، جهاز ريس. أكدت النتائج أيضًا أنها قد تنقل وتتلقى كلامًا بصوت ضعيف. في ذلك الوقت، كانت شركة إس تي سي تتقدم بعطاءات للحصول على عقد مع شركة الهاتف والتليغراف الأمريكية التي يملكها ألكسندر غراهام بيل، وأخفيت النتائج من قبل رئيس شركة إس تي سي، فرانك جيل؛ للحفاظ على سمعة بيل.

## آخر أيامه
في وقت لاحق، واصل ريس تدريسه ودراسته العلمية، ولكن حالته الصحية المتدهورة أصبحت تشكل عائقًا خطيرًا. لم يتمكن من الاضطلاع بواجباته لعدة سنوات إلا بممارسة إرادته القوية. بدأ صوته يتلاشى، إذ أصبح مرض الرئة أكثر وضوحًا، وفي صيف عام 1873، اضطر إلى التخلي عن واجبات التدريس لعدة أسابيع. عززت عطلة الخريف آماله في الانتعاش، واستأنف تدريسه، فكان من المفترض أن تكون آخر بصيص لشعلته المتلاشية. أُعلن أنه سيعرض جهاز الجاذبية الجديد خاصته في اجتماع لجمعية علماء وأطباء ألمانيا في فيسبادن في سبتمبر، ولكنه كان مريضًا إلى حد لا يسمح له بالظهور. ساءت حالته في ديسمبر، وبعد مرض مديد ومؤلم، توفي في الساعة الخامسة بعد ظهر 14 يناير من عام 1874.

## كتب في سيرته الذاتية
«عندما أنظر إلى حياتي، أقول كما يقول الكتاب المقدس، أنها كانت فعلًا «عمل وحزن». لكن علي أيضًا أن أشكر الرب، لأنه أعطاني بركته في دعائي وفي عائلتي، وأنعم علي أكثر مما طلبت منه. الرب ساعد حتى الآن، وسوف يساعد أكثر».
دُفن فيليب ريس في مقبرة فريدريشسدورف، وفي عام 1878، وبعد إدخال الهاتف الكهربائي، أقام أعضاء الجمعية الفيزيائية في فرانكفورت مسلة من الحجر الرملي الأحمر تحمل لوحة منحوتة فوق قبره.

## التقدير والتقييم التكنولوجي
في عام 1878، بعد مرور أربع سنوات على وفاة ريس، وبعد عامين من حصول بيل على أول براءة اختراع للهاتف، خصص علماء أوروبيون نصبًا تذكاريًا لفيليب ريس بوصفه مخترع الهاتف.
أظهرت وثائق عام 1947 في متحف العلوم في لندن لاحقًا أنه بعد التعديلات الفنية وجد مهندسون من شركة إس تي سي البريطانية أن هاتف ريس، الذي يرجع إلى عام 1863، يمكن أن ينقل و«يستنتسخ كلامًا ذا جودة جيدة، ولكن بكفاءة منخفضة».
أمر فرانك جيل، رئيس شركة إس تي سي آنذاك، أن تظل الاختبارات سرية، إذ كانت الشركة تتفاوض بعد ذلك مع شركة إي تي آند تي، التي تطورت من شركة «بيل للهاتف» لمؤسسها ألكسندر غراهام بيل. كان البروفيسور بيل مقبولًا عمومًا لكونه اخترع الهاتف، وكان جيل يعتقد أن الأدلة التي تشير إلى العكس قد تعطل المفاوضات الجارية.

## الجدل حول اختراع الهاتف
إلى جانب ريس وبيل، زعم كثيرون أنهم اخترعوا الهاتف. وكانت النتيجة قضية الجدال الدائر حول هاتف غراي-بيل، وهي أحد أطول قضايا التداخل في براءات الاختراع في الولايات المتحدة، والتي شملت بيل، وتوماس ألفا أديسون، وإيليشا غراي، وإميل برلينر، وأموس دولبير، وجي دبليو ماكدونا، وجي بي ريتشموند، ودبليو إل فوكر، وجي إتش إروين، وفرانسيس بليك. بدأت القضية في عام 1878 ولم يتم الانتهاء منها حتى 27 فبراير عام 1901. انتصر بيل وشركة بيل للهاتف بهذا القرار الحاسم، فضلًا عن كل قرار من قرارات المحكمة الأخرى المتعلقة باختراع الهاتف، والبالغ عددها أكثر من 600 قرار. لم تفقد شركة بيل للهاتف أي قضية قط انتقلت إلى مرحلة المحاكمة النهائية.
ثار جدل آخر على مدى قرن من الزمن عندما أصدر الكونغرس الأمريكي قرارًا في عام 2002، يعترف بمساهمات الإيطالي الأمريكي أنطونيو ميوتشي في اختراع الهاتف، وهو إعلان لم يكن له أي مكانة قانونية أو غيرها في مكتب براءات الاختراع والعلامات التجارية في الولايات المتحدة. سرعان ما أعقب البرلمان الكندي إعلانًا «واحدة بواحدة» أوضح فيه: «....أن ألكسندر غراهام بيل من برانتفورد، أونت، وباديديك، إن إس، هو مخترع الهاتف». قبل وفاته، خسر ميوتشي محاكمته الوحيدة أمام المحكمة الفيدرالية المتعلقة باختراع الهاتف.
توفي في فريدريشسدورف ، عن عمر يناهز 40 عاماً.